# 拉昆布雷火山

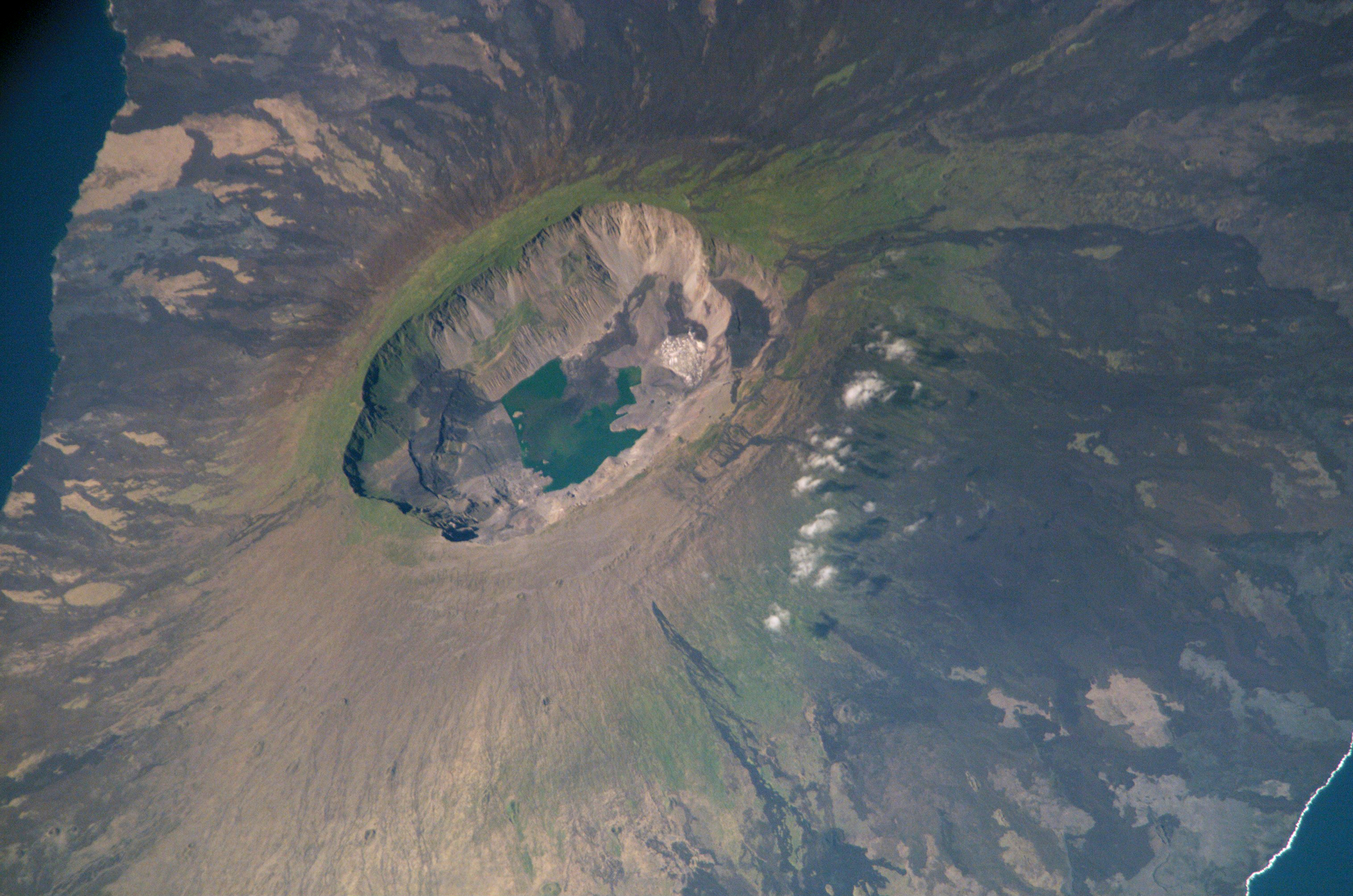
自國際太空站鳥瞰的拉昆布雷山頂之破火山口。

拉昆布雷火山（西班牙語：La Cumbre）是厄瓜多爾的火山，位於科隆群岛的費爾南迪納島，海拔高度1,476米，最近一次火山噴發在2009年4月發生，是該群島最活躍的火山之一。
1°18′38″S 90°25′59″W / 1.31056°S 90.43306°W